# هانا سيتي (إلينوي)
هانا سيتي (بالإنجليزية: Hanna City)‏ هي منطقة سكنية تقع في الولايات المتحدة في إلينوي.

## الموقع الجغرافي
الموقع الجغرافي للمناطق المحيطة بهذه النقطة هو كالتالي: